# Daichi Tanabe
Daichi Tanabe (japanisch 田辺 大智 Tanabe Daichi; * 26. Februar 2001 in der Präfektur Kanagawa) ist ein japanischer Fußballspieler.

## Karriere
Daichi Tanabe spielte 2019 bei Albirex Niigata (Singapur). Der Verein, ein Ableger des japanischen Zweitligisten Albirex Niigata, spielte in der ersten singapurischen Liga, der Singapore Premier League. Sein Erstligadebüt gab Daichi Tanabe am 29. März 2019 (4. Spieltag) im Auswärtsspiel gegen die Tampines Rovers. Hier wurde er nach der Halbzeitpause für den Singapurer Zamani Zamri eingewechselt. Das Spiel endete 0:0. Für Albirex absolvierte er 21 Erstligaspiele.
Seit dem 1. Januar 2020 ist Daichi Tanabe vertrags- und vereinslos.